# 2004年夏季残疾人奥林匹克运动会牙买加代表团
2004年夏季残疾人奥林匹克运动会牙买加代表团是牙买加派出的2004年夏季残疾人奥林匹克运动会代表团。获得1枚金牌和1枚铜牌。